# Cladribine
La cladribine, vendue sous le nom de marque Leustatin, entre autres, est un médicament utilisé pour traiter la leucémie à tricholeucocytes (réticuloendothéliose leucémique) et la leucémie lymphoïde chronique à cellules B.,
La cladribine, commercialisée sous le nom de marque Mavenclad, MAVENCLAD est indiqué chez les adultes dans le traitement des formes très actives de sclérose en plaques (SEP) récurrente définies par des paramètres cliniques ou l’imagerie (IRM).
La cladribine (2-chloro-2'-désoxyadénosine [2-CdA]) est un analogue nucléosidique purique qui cible et elimine sélectivement les lymphocytes impliqués dans la pathogenèse de la sclérose en plaques et des leucémies qui affectent les lymphocytes B,,. Chimiquement, cette molécule imite l'adénosine. Cependant, contrairement à l'adénosine, elle est relativement résistante à la dégradation par l'enzyme adénosine désaminase, ce qui engendre une accumulation dans les cellules ciblées et interfère, si elle est activée, avec la capacité des cellules à synthétiser l'ADN.
La cladribine est transportée dans les cellules par le biais de protéines de transport. Une fois à l'intérieur d'une cellule, la cladribine subit une phosphorylation par l'enzyme désoxycytidine kinase (DCK) pour produire le mononucléotide 2-chlorodésoxyadénosine 5'monophosphate (2-CdAMP), qui est ensuite phosphorylé en composé actif triphosphorylé: le 2-chlorodésoxyadénosine 5'triphosphate (2-CdATP). La cladribine activée est incorporée dans l'ADN cellulaire, ce qui déclenche l'apoptose. L'accumulation de cladribine dans les cellules dépend du ratio entre le 2-CdATP et la 5'-nucléotidase (5'-NT), qui décompose et inactive le composé. Ce ratio diffère selon les types de cellules, avec des taux élevés dans les lymphocytes T et B, entraînant un ciblage sélectif de ces cellules. En revanche, le ratio CdATP:5'NT est relativement faible dans les autres types cellulaires, évitant ainsi le cibalage de nombreuses cellules non hématologiques,.

## Utilisations médicales
La cladribine est utilisée en première et deuxième ligne de traitement de la leucémie à tricholeucocytes symptomatique et de la leucémie lymphoïde chronique à cellules B, et est administrée par perfusion intraveineuse ou sous-cutanée,. Certains chercheurs ont utilisé la formulation parentérale par voie orale pour traiter des patients atteints de leucémie à tricholeucocytes. Environ 37 à 51 % de la cladribine administrée orallement est biodisponible par voie orale. Elle est souvent utilisée en association avec d'autres agents cytotoxiques pour traiter divers types d'histiocytose, notamment la maladie d'Erdheim-Chester et l'histiocytose à cellules de Langerhans.
À la suite de l'approbation par l'EMA des comprimés de cladribine en 2017 pour le traitement des patients adultes atteints de formes très actives de sclérose en plaques SEP-R, en juillet 2020, cladribine avait obtenu une autorisation de mise sur le marché dans plus de 75 pays. En 2019, cladribine idem indication: récurrentea été approuvée par la FDA pour le traitement des formes récurrentes de la sclérose en plaques, y compris la forme récurrente-rémittente et secondairement progressive active, chez les patients adultes qui ont eu une réponse inadéquate ou qui ont une intolérance à un autre médicament indiqué pour le traitement de la sclérose en plaques,.
La cladribine peut affecter le fœtus lorsqu'elle est administrée à une femme enceinte et est répertoriée par la FDA dans la catégorie de grossesse D; la sécurité et l'efficacité chez les enfants n'ont pas été établies.

## Mécanisme d'action
En tant qu'analogue nucléosidique purique, la cladribine (2-chloro-2'-désoxyadénosine [2-CdA]) est absorbée dans les cellules à prolifération rapide, y compris les lymphocytes B et T, pour être incorporée dans la synthèse de l'ADN. Chimiquement, il imite l'adénosine nucléosidique; cependant, contrairement à l'adénosine, la cladribine possède une molécule de chlore en position 2, ce qui la rend partiellement résistante à la dégradation par l'adénosine désaminase. Cela entraine une accumulation dans les cellules et une interaction avec la capacité à synthétiser l'ADN par la cellule ciblée si elle est activée,.
La cladribine est captée par des protéines transporteuses de nucléosides spécifiques. Une fois à l'intérieur d'une cellule, la cladribine subit une phosphorylation par l'enzyme désoxycytidine kinase (DCK) pour produire le mononucléotide 2-chlorodésoxyadénosine 5'monophosphate (2-CdAMP), qui est ensuite phosphorylé en composé actif triphosphorylé, la 2-chlorodésoxyadénosine 5'triphosphate (2- CdATP),.
La cladribine activée est incorporée dans la voie de synthèse de l'ADN, où elle perturbe la réparation et la synthèse de l'ADN, entraînant une accumulation de ruptures de brins d'ADN,,. Ceci est suivi par l'activation du facteur de transcription p53, la libération de cytochrome c des mitochondries et de la mort cellulaire programmée éventuelle (apoptose). Ce processus se déroule sur environ 2 mois, avec un pic de déplétion cellulaire 4 à 8 semaines après le traitement.
Une autre famille d'enzymes, la famille des 5'-nucléotidases (5'-NT), est également capable de déphosphoryler la cladribine, la rendant inactive. Les sous-types les plus importants de ce groupe semblent être les 5'-NT cytosoliques, c-5NCT1A et c-NT1B, qui sont cytosoliquement actifs et spécifiques des analogues de purine.
L'activation de la cladribine dans les cellules dépend du ratio entre le 2-CdATP et le 5'-NT. Ce ratio diffère selon les types de cellules, avec des taux élevés dans les lymphocytes T et B, ce qui les rend particulièrement sensibles à la mort cellulaire. Les cellules avec les ratios les plus élevés sont les cellules B, en particulier les cellules du centre germinatif et les cellules B naïves. Cela aide à expliquer quelles cellules B sont les plus sensibles à l'apoptose médiée par la cladribine. La DCK est l'enzyme limitant la vitesse de conversion de la prodrogue  cladribine en sa forme triphosphate active, entraînant la déplétion sélective des lymphocytes T et B en division et ceux qui ne sont pas en division. En revanche, le ratio CdATP:5'-NT est relativement faible dans les autres types cellulaires, épargnant ainsi de nombreuses cellules non hématologiques,,.
Dans la sclérose en plaques, l'efficacité de la cladribine peut être due à une déplétion des lymphocytes B, en particulier des lymphocytes B mémoire. Dans l'essai clinique pivot de phase 3 sur la cladribine orale dans la sclérose en plaques (CLARITY), la cladribine entraine une déplétion sélective de 80 % des lymphocytes B périphériques, contre seulement 40 à 45 % des lymphocytes T CD4+ et 15 à 30 % des lymphocytes T CD8+. Plus récemment, il a été démontré que la cladribine induisait une suppression sélective à long terme de certains sous-types de lymphocytes B, en particulier les lymphocytes B mémoires.
La cladribine est sélective pour les cellules B et la suppression à long terme des cellules B mémoires peut contribuer à son effet dans la sclérose en plaques. La cladribine semble épuiser l'ensemble des types de cellules B, mais bien que les cellules B naïves se déplacent rapidement des organes lymphoïdes, le pool de cellules B mémoires se reconstitue lentement à partir de la moelle osseuse. La leucémie à tricholeucocytes et la leucémie lymphoïde chronique à cellules B sont des types de cancers du sang à cellules B.

## Histoire de la leucémie à tricholeucocytes
Ernest Beutler et Dennis A. Carson avaient étudié le déficit en adénosine désaminase et reconnu que, comme le manque d'adénosine désaminase entraînait la destruction des lymphocytes B, un médicament conçu pour inhiber l'adénosine désaminase pourrait être utile dans les lymphomes. Carson a ensuite synthétisé la cladribine et, grâce à des recherches cliniques chez Scripps à partir des années 1980, Beutler l'a testée en perfusion intraveineuse et a découvert qu'elle était particulièrement utile pour traiter la leucémie à tricholeucocytes. Aucune entreprise pharmaceutique n'était intéressée à commercialiser le médicament car la leucémie à tricholeucocytes était une maladie orpheline. Par conséquent le laboratoire d'Ernest Beutler l'a synthétisé, formulé et l'a fourni à la pharmacie de l'hôpital; le laboratoire a également développé un test pour surveiller les taux sanguins. Ce fut le premier traitement qui a conduit à une rémission prolongée de la leucémie à tricholeucocytes, qui était auparavant incurable:14–15.
En février 1991, Scripps a débuté une collaboration avec Johnson & Johnson pour commercialiser la cladribine intraveineuse et, en décembre de la même année, Johnson & Johnson a déposé une demande de nouveau médicament; la cladribine a été approuvée par la FDA en 1993 pour la leucémie à tricholeucocytes en tant que médicament orphelin et a été approuvée en Europe plus tard cette année-là:2.
La formulation sous-cutanée a été développée en Suisse au début des années 1990 et commercialisée par Lipomed GmbH dans les années 2000:2,.

## Profil d'innocuité de la cladribine dans la leucémie à tricholeucocytes
La cladribine injectable supprime la capacité du corps à fabriquer de nouveaux lymphocytes, des cellules tueuses naturelles et des neutrophiles (appelée myélosuppression); les données d'études sur la leucémie à tricholeucocytes ont montré qu'environ 70 % des personnes prenant le médicament développaient des niveaux dangereusement bas de globules blancs et environ 30 % développaient des infections et certaines d'entre elles évoluaient vers un choc septique; environ 40 % des personnes prenant le médicament avaient moins de globules rouges et sont devenues gravement anémiques; et environ 10 % des personnes avaient trop peu de plaquettes. À la dose utilisée pour traiter la leucémie à tricholeucocytes dans deux essais cliniques, 16 % des personnes avaient des éruptions cutanées et 22 % des nausées, les nausées n'entraînant généralement pas de vomissements.

## Histoire de la sclérose en plaques
Au milieu des années 1990, Beutler, en collaboration avec Jack Sipe, neurologue à l'institut de recherche Scripps, a mené plusieurs essais cliniques explorant l'utilité de la cladribine dans la sclérose en plaques, sur la base des effets immunosuppresseurs du médicament. Les connaissances de Sipe sur la sclérose en plaques et l'intérêt de Beutler pour la sclérose en plaques en raison de sa sœur atteinte de la maladie ont initié une collaboration très productive. Ortho-Clinical, une filiale de Johnson & Johnson, a déposé une demande de nouveau médicament pour la cladribine dans la sclérose en plaques en 1997, mais l'a retirée à la fin des années 1990 après que des discussions avec la FDA aient prouvé que davantage de données cliniques seraient nécessaires.
Ivax a acquis les droits de Scripps en 2000 pour l'administration orale de cladribine pour traiter la sclérose en plaques, et s'est associé à Serono en 2002. Ivax a été acquis par Teva en 2006,, et Merck KGaA a acquis le contrôle de l'activité pharmaceutique de Serono en 2006.
Une formulation orale du médicament avec de la cyclodextrine a été développée:16 par Ivax et Serono, puis Merck KGaA ont mené des essais cliniques. Merck KGaA a soumis une demande à l' Agence européenne des médicaments en 2009, qui a été rejetée en 2010, et un appel a été rejeté en 2011:4–5. Merck KGaA a également soumis une demande auprès de la FDA, qui fut rejetée en 2011.
Le rapport bénéfice/risque n'était pas clair pour les autorités de réglementation, et des études supplémentaires ont été demandées pour répondre aux préoccupations liées aux cas de lymphopénie et de cancer sérieux observés au cours des essais pivots:54–55. Les études cliniques sur la sclérose en plaques étaient toujours en cours au moment des rejets, et Merck KGaA s'est engagé à les terminer. Une méta-analyse des données d'essais cliniques comparant le risque de cancer et d'autres traitements modificateurs de la maladie a montré que cladribine n'augmentaient pas le risque de cancer aux doses utilisées dans les essais cliniques initiaux.
Sur la base des données des essais cliniques achevés qui n'ont confirmé aucun risque accru de cancer, Merck a annoncé qu'elle demanderait à nouveau l'approbation réglementaire. Le 22 juin 2017, le Comité des médicaments à usage humain (CMUH) de l'EMA a adopté un avis favorable, recommandant l'octroi d'une autorisation de mise sur le marché pour le traitement des formes récurrentes de la sclérose en plaques.
Les comprimés de cladribine ont ensuite été approuvés en Europe, en août 2017, pour le traitement de la sclérose en plaques récurrente-rémittente très active, et ont depuis été approuvés par la FDA pour le traitement de la sclérose en plaques récurrente-rémittente et secondaire progressive aux États-Unis.

## Utilisation pour le traitement de la sclérose en plaques
Deux approches de traitements de fond de la sclérose en plaques sont utilisées - l'immunomodulation et l' immunosuppression et alternativement, séquence la thérapie de reconstitution immunitaire. Classés comme thérapie de reconstitution immunitaire, les comprimés de cladribine sont administrés par intermittence dans le cadre d'un traitement de courte durée sans immunosuppression continue. Contrairement aux TdF pris en continu, l'efficacité clinique s'étend au-delà de la période de dosage,,.
Les comprimés de cladribine sont administrés en 2 cycles de traitement espacés d'un an (maximum 20 jours de traitement). La dose cumulée recommandée est de 3,5 mg/kg de poids sur 2 ans, administrée en 1 cycle de traitement de 1,75 mg/kg par an. Chaque cycle de traitement consiste en 2 semaines de traitement, une au début du premier mois et une au début du deuxième mois de l'année de traitement. Chaque semaine de traitement est reparti en 4 ou 5 jours pendant lesquels un patient reçoit 10 mg ou 20 mg (1 ou 2 comprimés) en une dose quotidienne unique en fonction du poids corporel.
Avant de commencer le traitement par cladribine, des tests sanguins, une IRM et un dépistage des infections doivent être effectués. En raison d'un risque accru de zona avec les comprimés de cladribine, il est recommandé aux patients dont les anticorps sont négatifs pour le virus varicelle-zona d'être vaccinés avant de commencer le traitement. Le traitement ne doit pas être instauré dans les 4 à 6 semaines suivant l’administration de vaccins vivants ou vivants atténués en raison du risque d’infection active due aux vaccins. L’administration de vaccins vivants ou vivants atténués doit être évitée pendant et après le traitement par cladribine, mais peut être envisagée lorsque le nombre de lymphocytes est revenu à ≥ 1 000 cellules/mm 3.
Après la fin des deux cycles de traitement, aucun autre traitement ou surveillance supplémentaire n'est requis.
L'utilisation de comprimés de cladribine est contre-indiquée chez la femme enceinte et les femmes en âge de procréer doivent utiliser une contraception efficace pour éviter une grossesse pendant le traitement et 6 mois après avoir reçu la dernière dose.

## Efficacité des comprimés de cladribine dans le traitement de la sclérose en plaques
Les résultats des essais cliniques ont montré que les comprimés de cladribine peuvent être un traitement efficace pour les formes très actives et récurrentes de sclérose en plaques, avec des avantages cliniques significatifs en termes de taux de poussées, de progression du handicap et de mesures radiologiques. Comparativement au placebo, les patients ayant reçu des comprimés de cladribine (3,5 mg/kg) dans l'étude CLARITY a entraîné une réduction de 58 % du taux annualisé de poussées et 47 % des patients n'ont présenté aucun signe d'activité de la maladie à 2 ans. Des améliorations cliniques peuvent être observées à la semaine 24 du traitement,,, et les bénéfices peuvent être maintenus jusqu'à 4 ans, au-delà de la période de prise de 2 ans et de la récupération des lymphocytes totaux,,. Des analyses post-hoc des données des essais cliniques ont montré que 89 % des patients n'avaient pas connu de progression du handicap deux ans après le traitement.
Des analyses plus approfondies d'un sous-groupe de patients de l'étude CLARITY atteints de sclérose en plaques très active ont montré une réduction de 67 % des taux de poussées et une réduction de 82 % de la progression de la progression du handicap chez les personnes traitées avec des comprimés de cladribine. De même, des améliorations cliniques ont été observées dans la charge des lésions sur les examens IRM dans cette population.
Des études évaluant les effets du traitement par des comprimés de cladribine sur un éventail de données démographiques initiales et de caractéristiques de la maladie ont montré que le risque relatif de poussée était significativement réduit par rapport au placebo, quelle que soit les antécédents de traitement.
De plus, il a été démontré que le traitement par les comprimés de cladribine réduit significativement le taux d'atrophie cérébrale chez les patients atteints de sclérose en plaques récurrente-rémittente très active. Une corrélation a été établie entre cette réduction  et un risque réduit de progression du handicap dans une analyse rétrospective.
Dans les essais cliniques, des doses cumulées plus élevées de comprimés de cladribine ou des cycles de traitements supplémentaires n'ont pas entraîné d'amélioration de l'efficacité  après la période de traitement de 2 ans, mais ont été associées à une incidence plus élevée de lymphopénie de grade 3 et de grade 4,.

## Profil de sécurité des comprimés de cladribine dans le traitement de la sclérose en plaques
Les comprimés de cladribine ciblent les cellules du système immunitaire adaptatif avec un impact minimal sur les cellules immunitaires innées. Bien que le mécanisme exact par lequel la cladribine exerce son effet thérapeutique ne soit pas entièrement connue, il est défini que cladribine ait un effet transitoire sur la déplétion des lymphocytes B et T, interrompant la cascade d'événements immunitaires au cœur de la sclérose en plaques. Par conséquent, une réduction du nombre de lymphocytes (lymphopénie) peut être rapportée après le traitement. Dans les essais cliniques, les taux de lymphocytes supérieurs au grade 0 (≥ 1 000 cellules/mm 3) et au grade 1 (< 1 000 à 800 cellules/mm 3) ont été maintenus chez la plupart des patients, avec des taux continuant de s'améliorer après la période de traitement de 2 ans. Moins de 1 % des patients ont développé une lymphopénie de grade 4 (< 200 cellules/mm 3 ). Il est important que les patients dont le nombre de lymphocytes est inférieur à 500 cellules/mm3 fassent l'objet d'une surveillance active à la recherche de signes évocateurs d'infection et que des traitements anti-infectieux soient administrés aux patients à risque,.
Malgré la réduction initiale du nombre de lymphocytes après le traitement, des études ont montré que le risque global d'infection chez les patients recevant des comprimés de cladribine était comparable à ceux ayant reçu un placebo, à l'exception de l'infection par le zona. En raison de ce risque accru, il est recommandé que les patients subissent un dépistage du virus varicelle-zona et que les patients dont les anticorps sont négatifs soient vaccinés avant de recevoir un traitement. Dans une analyse des données post-approbation, à partir de 2020, aucun nouveau signal de sécurité des infections n'a été observé chez plus de 18 000 patients.
Une leucoencéphalopathie multifocale progressive a été rapportée chez des patients atteints de leucémie à tricholeucocytes traités par cladribine par voie parentérale. Cependant, jusqu'à 10 ans de suivi des patients recevant des comprimés de cladribine pour la sclérose en plaques, aucun cas de leucoencéphalopathie multifocale progressive n'a été observé; l'IRM de base doit être réalisée avant le début du traitement.
Dans les essais cliniques, des tumeurs malignes ont été observées plus fréquemment chez les patients traités par les comprimés de cladribine par rapport aux patients ayant reçu le placebo. Par rapport à une population de référence appariée issue de la base de données de l'Observatoire mondial du cancer, les comprimés de cladribine n'ont présenté aucun risque accru de malignité dans les données à long terme sur le monde réel,.

## Axes de recherche
La cladribine a été étudiée dans le cadre d'un schéma de chimiothérapie multimédicamenteux contre la leucémie prolymphocytaire à cellules T résistante aux médicaments.